# Torralba de los Frailes
Torralba de los Frailes – gmina w Hiszpanii, w prowincji Saragossa, w Aragonii, o powierzchni 59,22 km². W 2011 roku gmina liczyła 90 mieszkańców.